# Gaetano Vascellini
Gaetano Vascellini (Castel San Giovanni, 1745 – Firenze, 1805) è stato un incisore italiano.

## Biografia
Nato a Castel San Giovanni nel 1745, fu allievo nell'arte dell'incisione di Ercole Graziani e Carlo Faucci. Lavorò a Bologna e a Firenze, distinguendosi per i ritratti a soggetto storico e delle maggiori personalità di spicco dell'epoca, soprattutto fiorentine. Collaborò alle illustrazioni della Serie di ritratti d'uomini illustri toscani con gli elogi istorici dei medesimi di Giuseppe Allegrini e dell'Etruria pittrice ovvero Storia della pittura toscana di Marco Lastri. Morì a Firenze nel 1805.